# Willi Leininger
Willi Leininger (* 20. April 1907 in Langen (Hessen); † 28. Dezember 1971 in Augsburg) war ein Augsburger Komponist, Redakteur, Musikkritiker/-schriftsteller und Musikdozent. Die Anzahl seiner Kompositionen umfasst etwa 300 Werke vieler Musiksparten (u. a. Lieder; Chor-, Klavier-, Kammer-, Orgelmusik; Symphonische und geistliche Musik; sogar Volksmusik).

## Leben

### Kindheit und Jugend
Der Komponist Willi Leininger kam am 20. April 1907 als Sohn des Kaufmanns Rudolf Leininger und seiner Frau Maria, geb. Witz, in Langen/Hessen zur Welt. Im Oktober 1910 zog die Familie von Langen nach Augsburg, der Geburtsstadt der Mutter (sie stammte aus einer Gastwirtsfamilie im Stadtteil Pfersee). Dort ging er ab September 1917 in das Gymnasium bei St. Anna. Am 30. Januar 1922 trat er aus der Schule aus, um schon am selben Tag eine Lehre als Kaufmann bei der Herdfabrik Mebert zu beginnen. Nachdem er am 15. April 1926 seine Lehre abgeschlossen hatte, reiste er in der Welt herum und war nach seiner Rückkehr zeitweise als Fremdenführer in Augsburg tätig.

### Studienzeit
Vom Frühjahr 1927 bis Sommer 1933 studierte er am Augsburger Leopold-Mozart-Konservatorium, dem heutigen Leopold-Mozart-Zentrum, seine Lehrer dort waren unter anderem Fritz Klopper, Heinrich Kaspar Schmid, Arthur Piechler, Karl Kottermaier und Jost Raba.
1929 fand die Uraufführung seiner Komposition „Kleines Klavierbuch“ durch Karl Kottermaier im Augsburger Börsensaal statt. 1933 legte er sein Staatsexamen in Komposition am Augsburger Konservatorium ab.

## Musik-Lehrer/-Kritiker
Von Ende März 1934 bis 1970 schrieb er Musikkritiken für die Neue Augsburger Zeitung/Schwäbische Landeszeitung, die heute bekannt ist als die Augsburger Allgemeine. Diese Tätigkeit wurde durch den Zweiten Weltkrieg unterbrochen. Ein weiterer Erfolg gelang ihm am 21. April 1937, als er im damaligen Reichssender Stuttgart eine alleinige Sendung von Liedern in der Sendereihe „Neues Schaffen“ gab.
Zwischenzeitlich war er in den Jahren von Juni 1935 bis Oktober 1945 (dienstverpflichtet) im Finanzamt Augsburg-Stadt tätig. Ab Oktober 1945 am wieder geöffneten Leopold-Mozart-Konservatorium aktiv – jetzt als Theorie- und Musiklehrer. Seine bekanntesten Schüler: Franz R. Miller (Komponist u. Schriftsteller), Walter Scheidler (Musik-Kritiker der Augsburger Allgemeine), Hans Grotz (Opernsänger), Hermann Kropatschek und Hermann Regner. Außer den ersten Musikkritiken in der Schwäbischen Landeszeitung, von 1947 bis 1953 Kommentatorentätigkeit sowie musikwissenschaftliche Vorträge in den Amerika-Häusern Augsburg (ca. 60), Nürnberg (5), Regensburg (4), Bamberg, Coburg, Ingolstadt (je 3), Koblenz und Hof (je 2); Schweinfurt, Kempten, Passau (je 1 Mal). Danach folgten weitere Vorträge und Kurse an den Volkshochschulen Augsburg, Günzburg, Lauingen, Memmingen und Bobingen (Bayr. Schwaben).
Leininger starb an den Folgen eines Verkehrsunfalls am 28. Dezember 1971 in Augsburg. Die Grabstätte der Familie Leininger ist auf dem Protestantischen Friedhof Augsburg, Haunstetter Str. (in der Nähe der Grabstätte der Eltern von Bertolt Brecht) erhalten.

## Werke

### Chor (Auswahl)
- Ave Maria (S, A, T, B) 1937 – Autograph
- O Heiland, reiss die Himmel auf (4st. acapella – undatiert) – Autograph
- Sonnwendspruch für einstimmigen Männerchor mit Klavier (nach Gedicht von Billinger) (1933) – Autograph

### Geistliche Musik – Kantaten
- Kleine Weihnachtskantate für Sopran, Flöte, Bratsche und Orgel (1932)
- Geistliches Konzert No. 2 – Alt, Viola, Orgel (1933)
- Geistliches Konzert No. 5 – Sopran, Flöte, Orgel – (Hommage 90. Geburtstag – Solist: Heinz Leininger, Sohn des Komponisten)
- Michaeler-Konzert für Sopran, Violine und Orgel – Text: Offenbarung Johannes XII/7-12 (1957)
- Siziliana PUER NATUS EST für Geige (oder Flöte) und Orgel (1955) – (Programm 20. April 1997 – Hommage 90. Geburtstag)

### Klavier (Auswahl)
- Kleines Klavierbuch (1929) (UA 1929 Karl Kottermaier, Augsburg)
- Klavier-Sonate es-moll (1939)

### Lieder (Auswahl)
- 5 Lieder für Bassbariton op. 9a (Frühjahr 1929) 1. Frühling, 2. Trinklied, 3. Herbstlich, 4. Liebeslied, 5. An Sie
- 4 Balladen für Bass – op. 23 (Winter 1931–1932) 1. -nicht ausgeführt -, 2. Der Soldat, 3. Der alte Knecht, 4. Klage
- Wiegenlied für Mezzosopran und Klavier op. 20, No. 1 (1930)

### Orgel
- 12 Choral-Vorspiele (1962, 1964, 1967) u. a.
  - Christ ist erstanden
  - Ein feste Burg ist unser Gott
  - Lobet den Herren
  - Nun bitten wir den heiligen Geist
  - Wachet auf, ruft uns die Stimme
- Orgel-Sonate (1957)
- Passacaglia & Fuge (1963)
- Missa pro ORGANUM (Orgelmesse solo – 20. August 1964) 1. Kyrie, 2. Gloria (Toccata), 3. Credo (Passacaglia & Fuge), 4. Sanctus, 5. Benedictus, 6. Agnus Dei – Amen – Deo + soli + gloria – (UA 17. April 1967 Dominikanerkirche Hl.Kreuz Augsburg – Anton Göttler – zum 60. Geburtstag, WA 20. April 1997 – zum 90. Geburtstag – Hans-Martin Kemmether)
- Toccata, Fuge & Choral für Orgel (1. August 1964) – (UA 26. November 1967 Barfüsserkirche Augsburg – Wolfgang Kärner)
- „Ein feste Burg ist unser Gott“ – Choral-Konzert für Orgel (1967) – 1. Fantasie, 2. Ricercare, 3. Choral – (UA 6. August 1967 Barfüsserkirche Augsburg – Wolfgang Kärner)

### Solo-Konzerte
- Aria æolica für Violine und Orgel
- Aria dorica für Viola und Orgel
- Im tiefen Walde – Klarinetten-Solo (B) – aus: Solostücke für Bläser V. – (Juli 1953)

### Sonstiges

#### Gedruckte Noten-Ausgaben
- Aria æolica für Violine + Orgel ©Böhm & Sohn Augsburg – BM 117376
- „Das Kartenspiel“ für gemisch. Chor ©1984 Böhm & Sohn Augsburg – BM 12086
- „Ein feste Burg ist unser Gott“ Choral-Konzert für Orgel (1967) ©1996 Ruricula Music Edition Augsburg – RE 5064-1 (hrsg. Hans-Martin Kemmether) – zurzeit vergriffen – im Neudruck
- Michaeler-Konzert „Und es erhob sich ein Streit im Himmel“ Text: Offenbarung Johannes XII/7-12. – Sop.Vl&Org. (1957) – ©1990 Böhm & Sohn Augsburg – BM 115997
- Missa pro Organum – Messe für Orgel solo (1964) – ©1997 Ruricula Music Edition Augsburg – RE 5055-1 (hrsg. Hans-Martin Kemmether) – zurzeit. vergriffen, im Neudruck
- Siziliana Puer natus est – für Geige (oder Flöte) und Orgel (1955) – ©1996 Ruricula Music Edition Augsburg – RE 5565-1 (hrsg. Hans-Martin Kemmether) – Neuauflage Herbst 2008
- Toccata, Fuge & Choral für Orgel (1964) ©2007 Ruricula Music Edition Augsburg – Sonderausgabe zum 100. Geburtstag – (hrsg. Wolfgang Kärner) zurzeit. Korrektur/Druck – ab Herbst 2008 im Musikalien-Handel erhältlich

#### Arbeiten-Aufsätze-Beiträge-Bücher
- Prüfungsarbeit 1931 – Betrachtung über den ersten Sonatensatz von den Anfängen bis in die Wiener Klassik (demnächst!)
- Spaziergänge im Vorfrühling – 1934 (demnächst!)
- Fünfzig Jahre Tonkünstler-Verein Augsburg 1919–1969 (Augsburg 1969) Titelaufnahme nach: Franz Krautwurst, Franz/Zorn, Werner: Bibliographie des Schrifttums zur Musikgeschichte der Stadt Augsburg, Tutzing 1989, S.137 (Nr.1330)

## Presseartikel
- Augsburger Allgemeine 18. April 1957, 29. Dezember 1971
- Süddeutsche Zeitung 15. April 1967
- EBBES – Kulturmagazin Bayr. Schwaben – 1997, H. 1, 30f. - Ein fast vergessener Tonkünstler – zum 90. Geburtstag des Komponisten  (J.L.Jansen)
- Augsburger Allgemeine Nr. 178/2007 – 4. August 2007 – Witz und Esprit in jeder Hinsicht – Willi Leininger zum 100. Geburtstag (Sybille Schiller)